# Tillson
Tillson és una concentració de població designada pel cens dels Estats Units a l'estat de Nova York. Segons el cens del 2000 tenia 1.709 habitants.

## Demografia
Segons el cens del 2000, Tillson tenia 1.709 habitants, 629 habitatges, i 452 famílies. La densitat de població era de 285,6 habitants per km².
Dels 629 habitatges en un 37,4% hi vivien nens de menys de 18 anys, en un 58,7% hi vivien parelles casades, en un 9,5% dones solteres, i en un 28% no eren unitats familiars. En el 20% dels habitatges hi vivien persones soles el 8,7% de les quals corresponia a persones de 65 anys o més que vivien soles. El nombre mitjà de persones vivint en cada habitatge era de 2,72 i el nombre mitjà de persones que vivien en cada família era de 3,16.
Per edats la població es repartia de la següent manera: un 28,8% tenia menys de 18 anys, un 5,4% entre 18 i 24, un 33% entre 25 i 44, un 21,2% de 45 a 60 i un 11,6% 65 anys o més.
L'edat mediana era de 36 anys. Per cada 100 dones de 18 o més anys hi havia 91,4 homes.
La renda mediana per habitatge era de 47.083 $ i la renda mediana per família de 51.375 $. Els homes tenien una renda mediana de 38.696 $ mentre que les dones 27.298 $. La renda per capita de la població era de 19.413 $. Entorn del 7,1% de les famílies i el 14,5% de la població estaven per davall del llindar de pobresa.